# 크리스티나 니그라
크리스티나 니그라(Christina Nigra, 1975년 2월 27일 ~ )는 미국의 배우, 텔레비전 배우, 영화배우이다.
아구라힐스에서 태어났다.

## 영화
- 아웃 오브 디스 월드 (1987년) - 린지 역
- 크로커와 데거 (1984년)
- 환상 특급 (1983년)
- 고리아스 어웨이트 (1981년) - 베스 역